# Au (Gemeinde Hallein)
Au ist eine Ortschaft, eine Rotte, eine Katastralgemeinde und ein Stadtteil von Hallein mit 1439 Einwohnern (Stand 1. Jänner 2024) im Bezirk Hallein im Salzburger Land in Österreich.

## Geografie

### Lage
Au liegt in der Tennengauer Bezirkshauptstadt Hallein.

### Nachbarstadtteile
|  | Taxach  |        |
|  | Kompass |        |
|  | Hallein | Neualm |

## Verkehr
Au liegt an der Salzachtal Straße, die 2002 in diesem Bereich in Salzburgerstraße umbenannt wurde. Die Haltestellen Hallein Hagerau, Au und Rehhofsiedlung werden von der Linie 170 angefahren.

## Infrastruktur
Im Weiler Kaltenhausen befindet sich das Hofbräu Kaltenhausen, gegründet 1475 unterhalb der Barmsteine unter Ausnützung des dortigen Höhlenwinds zur natürlichen thermodynamischen Kühlung des gebrauten Biers. Die größte Ansammlung von Wohngebäuden findet sich in der Rehhofsiedlung, die in der Nachkriegszeit zur Linderung der Wohnungsnot errichtet wurde. Zur Wasserversorgung wurde 1954 in Rehhof ein eigener Brunnen mit einer Leistung von 10 Liter pro Sekunde gebaut. 1983 wurde dieser mit den Brunnen in Gamp verbunden und steht heute nur mehr zur Notversorgung in Bereitschaft. Im Zentrum der Rehhofsiedlung befindet sich die Pfarrkirche Rehhof.

## Kultur und Sehenswürdigkeiten
- Hofbräu Kaltenhausen

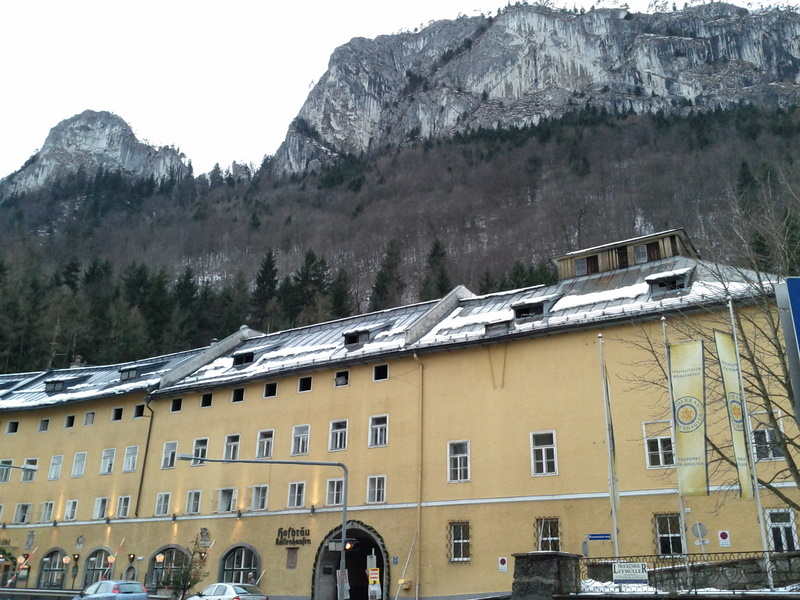
Hofbräu Kaltenhausen

- Wegkapelle beim Hofbräu Kaltenhausen